# دودمان تاونگو
دودمان تاونگو (انگلیسی: Toungoo dynasty) که همچنین به صورت سلطنت تاونگو نوشته می‌شود و به نام سلطنت نیانگیان نیز شناخته می‌شود)، سلطنت حاکم بر میانمار از اواسط قرن ۱۶ تا ۱۷۵۲ بود. در اوج خود، امپراتوری توگو بزرگ‌ترین و قدرتمندترین امپراتوری در جنوب شرق آسیا بود. این سلطنت در دو دوره حکومت کرد: امپراتوری توگو اول (۱۵۱۰–۱۵۹۹) و تاریخ میانمار (۱۵۹۹–۱۷۵۲).
پادشاهان اولیه آن، تابین‌شوهتی و بایین ناو، موفق شدند برای اولین بار از زمان ۱۲۸۷ قلمروهای پادشاهی پاگان را دوباره متحد کنند و برای اولین بار کشورهای شان را نیز دربر گیرند، علاوه بر این، مانیپور، مناطق شان چینی، پادشاهی آیوتایا و لانگ‌سانگ را نیز تحت سلطه درآوردند. امپراتوری پس از مرگ بایین ناو در ۱۵۸۱ به مدت ۱۸ سال فروپاشید. سلطنت به سرعت تحت رهبری نیانگیان مین و پسرش آنوک پتلون دوباره سازماندهی شد و موفق شدند پادشاهی کوچکتر و قابل‌مدیریت‌تری را که شامل میانمار پایین، میانمار بالا، کشورهای شان و لان نا بود، بازسازی کنند. پادشاهان بازسازی‌شده توگو که اکنون در اینوآ (آوا) مستقر بودند، سیستمی حقوقی و سیاسی ایجاد کردند که ویژگی‌های اصلی آن تحت سلطنت سلطنت کنباو تا قرن نوزدهم ادامه یافت. سلطنت به‌طور کامل رؤسای ارثی را با استانداران منصوب جایگزین کرد و حقوق ارثی رؤسای شان را به شدت کاهش داد. اصلاحات تجاری و اداری آن اقتصاد موفقی را برای بیش از ۸۰ سال ساخت.
پادشاهی وارد دوران افول تدریجی شد به دلیل «حکومت سلطنتی» پادشاهانش. از دهه ۱۷۲۰، این پادشاهی تحت حملات مردم مانیپوری در رود چیندوین و شورشی در چیانگ مای قرار گرفت. حملات مردم مانیپوری در دهه ۱۷۳۰ تشدید شد و به مناطق مرکزی میانمار رسید. در سال ۱۷۴۰، مردم مان در میانمار پایین شورش کردند و پادشاهی هانتاوادای بازسازی‌شده را تأسیس کردند. ارتش‌های هانتاوادای در سال ۱۷۵۲ اینوآ را تصرف کردند و سلطنت ۲۶۶ ساله توگو به پایان رسید.

## تاریخ
پادشاه مینگی نیو در ۱۵۱۰ پادشاهی امپراتوری توگو اول (۱۵۱۰–۱۵۹۹) را در تاونگو در بالادست رود سیتاانگ، جنوب اینوآ، در پایان سلطنت پادشاهی آوا تأسیس کرد. پس از تصرف اینوآ توسط سوابوهای شان به رهبری محنیین در ۱۵۲۷، بسیاری از سخنوران برمه‌ای به تاونگو مهاجرت کردند و آنجا به یک مرکز جدید تبدیل شد.
پسر مینگی نیو، پادشاه تابین‌شوهتی، بیشتر برمه را متحد کرد، قدرت خود را مستحکم ساخت و به سمت جنوب پیشروی کرد، دلتا رود ایراوادی را تصرف کرده و پایتخت هانتوادی در باگو، میانمار را نابود کرد. در ۱۵۴۴، تابین‌شوهتی به عنوان پادشاه تمام برمه در پایتخت باستانی پاگان تاج‌گذاری کرد. تا آن زمان، وضعیت جغرافیایی سیاسی در جنوب شرق آسیا به‌طور چشمگیری تغییر کرده بود. شان‌ها قدرت خود را در یک پادشاهی جدید در شمال به دست آوردند، پادشاهی آیوتایا به عنوان یک قدرت حاکم در حوضه رود چائو پرایا خود را تثبیت کرده بود، در حالی که امپراتوری پرتغال از جنوب و ملاکای امپراتوری پرتغال وارد شده بودند.

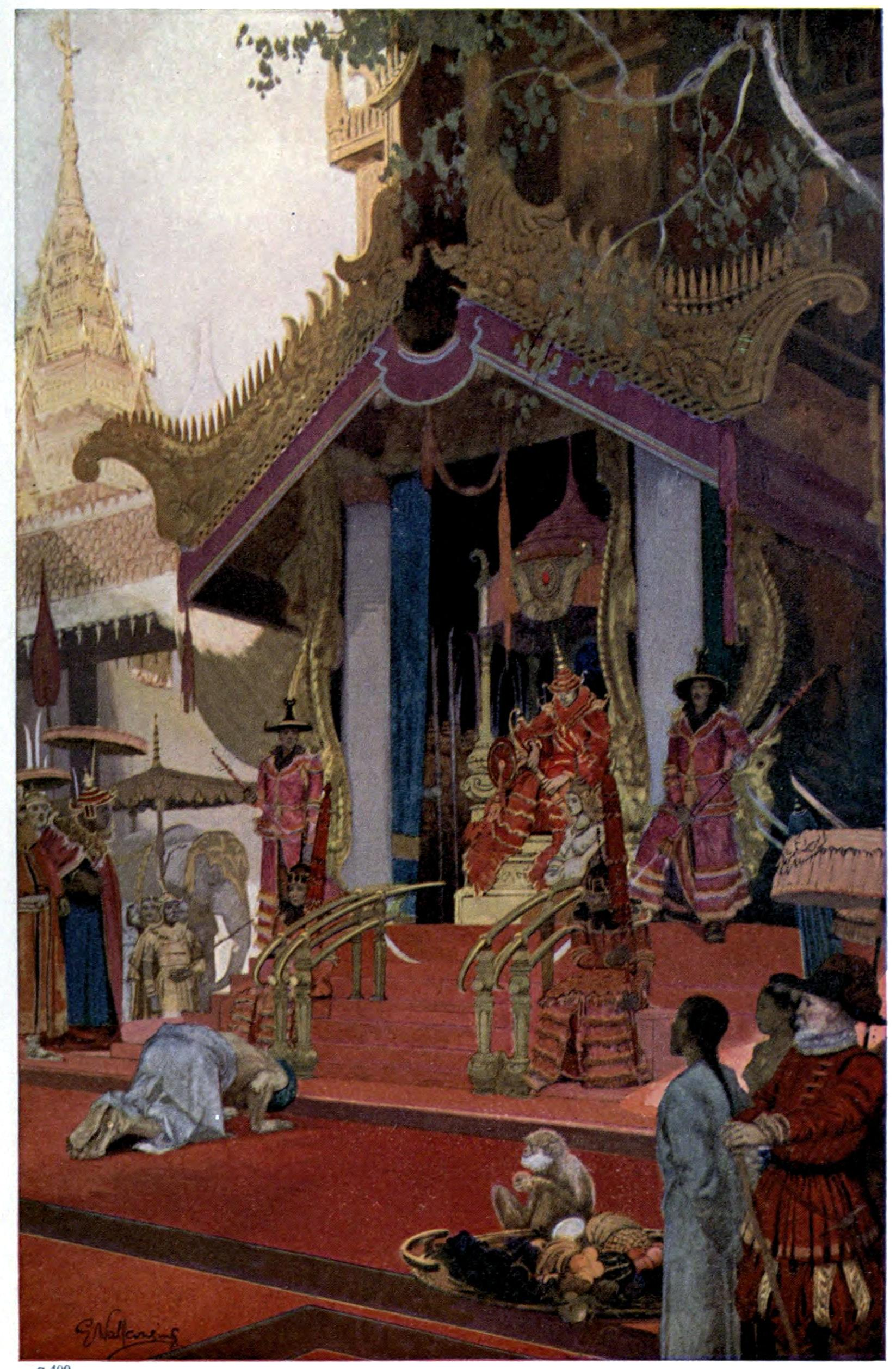
پادشاه توگو در پیگو نماینده‌ای را می‌پذیرد (قرن ۱۷)

با آمدن بازرگانان اروپایی، برمه دوباره به یک مرکز تجاری مهم تبدیل شد و تابین‌شوهتی به دلیل موقعیت استراتژیک برای تجارت، پایتخت خود را به باگو منتقل کرد. سپس شروع به تشکیل ارتشی برای حمله به ایالت ساحلی راخین در غرب کرد. نیروهای تابین‌شوهتی در آرکان شکست خوردند، اما او توانست کنترل میانمار پایین را تا پیای به دست آورد. او ارتش در حال عقب‌نشینی خود را به پادشاهی آیوتایا هدایت کرد، جایی که دوباره در جنگ برمه-سیام (۱۵۴۷–۴۹) شکست خورد. دوره‌ای از آشوب و شورش‌ها میان دیگر مردمان مقهور به دنبال آن آغاز شد و تابین‌شوهتی در ۱۵۵۰ ترور شد.